# Óscar Aguilera
Óscar Antonio Aguilera Valdés, né le 11 mars 1935 à Asunción au Paraguay, est un joueur de football international paraguayen, qui évoluait au poste d'attaquant.

## Biographie

### Carrière en club
Avec le Club Olimpia, il remporte trois titres de champion du Paraguay.
Avec le club du FC Séville, il joue quatre matchs en première division espagnole.

### Carrière en sélection
Avec l'équipe du Paraguay, il joue 11 matchs et inscrit 6 buts entre 1956 et 1958. 
Il figure dans le groupe des sélectionnés lors de la Coupe du monde de 1958. Il ne joue aucun match lors de la phase finale de cette compétition, mais dispute tout de même quatre matchs comptant pour les tours préliminaires de celle-ci.

## Palmarès
Club Olimpia
- Championnat du Paraguay (3) :
  - Champion : 1956, 1957 et 1958.